# サントリー生命科学財団
公益財団法人サントリー生命科学財団（サントリーせいめいかがくざいだん、英: Suntory Foundation for Life Sciences）は、生物有機化学に基づく生命科学分野の研究を行うとともに、この分野における学術研究を奨励助成し、人類の幸福と持続的な繁栄に寄与することを目的とする公益財団法人。
サントリー2代目社長佐治敬三の「純粋に真理の探求に情熱を燃やす秀れた研究者が寄り集まり、自由にテーマを選び研究活動に没頭できるユニークな施設を作りたい」との熱い想いから、日本が終戦直後の混乱にあった1946年2月に設立された財団法人食品化学研究所を前身とする。設立にあたり「これからの日本は学問や文化を通じて、世界の平和と繁栄に貢献していくべき」という理念が示された。「会社の利益にならない（ならなくても良い）ことをやろう」ということが前提とされ、植物が鉄を取り込むときに関わるムギネ酸や細胞がタンパク質を取り込む時のメカニズムの研究、「ヒト」と「ホヤ」で共通しているホルモンの研究など、基礎的研究がなされている。

## 経過
- 1946年
  - 株式会社寿屋（現サントリー）の全額出捐により食品化学研究所（大阪府大阪市北区）として設立。
  - 理事長 小竹無二雄・所長 佐治敬三
- 1961年 - 理事長 小竹無二雄・所長 廣瀬善雄
- 1968年 - 試験研究法人（現 特定公益増進法人）の認可を受ける。
- 1974年 - 大阪府三島郡島本町に移転。
- 1976年 - 理事長 目武雄・所長 廣瀬善雄
- 1979年 - 名称を財団法人サントリー生物有機科学研究所に改称。
- 1980年 - 理事長 佐治敬三・所長 中西香爾・副所長 納谷洋子
- 1992年 - 理事長 佐治敬三・所長 中嶋暉躬
- 2004年 - 理事長 井上繁・所長 楠本正一
- 2005年 - 理事長 柳謙三・所長 楠本正一
- 2011年
  - 4月1日 - 内閣府所管の公益財団法人サントリー生命科学財団となる。
  - 理事長 仙木伸介・所長 末松誠
- 2015年
  - 京都府相楽郡精華町に移転。
  - 理事長 仙木伸介・所長 中西重忠
- 2018年 - 理事長 垣見吉彦・所長 中西重忠
- 2020年 - 理事長 辻村英雄・所長 中西重忠
- 2021年 - 生命科学分野基礎研究を奨励するサントリーSunRiSE生命科学研究者支援プログラム（Suntory Rising Stars Encouragement Program in Life Sciences）を開始[3]。
- 2022年 - 理事長 辻村英雄・所長 佐藤文彦
- 2024年 - 理事長 西本正三・所長 佐藤文彦

## 公益目的事業
- 研究事業、産学連携を含む研究開発ならびに学術研究を行い、その成果の論文もしくは知的財産を公表し科学研究の推進を目的とする
- 解析センター事業、大学の行う学術研究等を対象に、核磁気共鳴ならびに質量分析など、新しい解析方法の提供ならびに解析サービスを通した科学研究の支援を目的とする
- 研究奨励助成事業、研究助成制度、奨学金制度ならびに研究集会助成制度による学術研究と科学人材育成を助成する
- 学人材育成事業、自らの研究所での博士客員研究員制度ならびに大学院連携講座の開設や大学法人への講師の派遣など科学者育成の支援を行う

## 収益事業等
- 企業研究受託事業、企業等のニーズに応え、保有する研究力を用いた研究もしくは開発の受託および共同を行う